# Leptogenys leiothorax
Leptogenys leiothorax é uma espécie de formiga do gênero Leptogenys, pertencente à subfamília Ponerinae.